# 北海道道1088号然別峡線

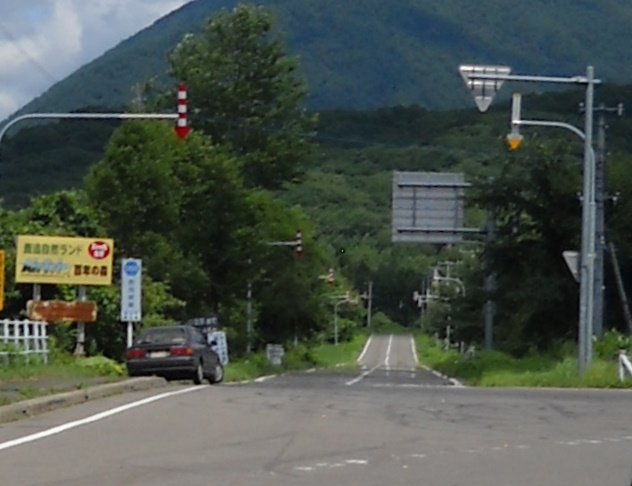
終点の様子

北海道道1088号然別峡線（ほっかいどうどう1088ごう しかりべつきょうせん）は、北海道河東郡鹿追町内を結ぶ一般道道である。

## 概要

### 路線データ
- 起点：北海道河東郡鹿追町然別峡
- 終点：北海道河東郡鹿追町北瓜幕（北海道道85号鹿追糠平線交点）
- 総延長：14.453 km
- 実延長：14.407 km
- 重用延長：0.046 km

### 道路管理者
- 十勝総合振興局 帯広建設管理部 鹿追出張所

## 歴史
- 1989年（平成元年）3月31日 - 路線認定[1]。

## 路線状況

### 道路施設

#### 常設型ゲート
- 奥瓜幕ゲート（然別峡〔起点〕）

## 地理

### 通過する自治体
- 十勝総合振興局
  - 河東郡鹿追町

### 交差する道路
鹿追町
- 北海道道85号鹿追糠平線 - 北瓜幕（終点）

### 沿線にある施設など
鹿追町
- 菅野温泉 - 字然別国有林
- 鹿追自然ランド